# J'adore Hardcore
J’adore Hardcore je skladba německé skupiny Scooter z alba Under the radar Over the Top z roku 2009. Jako singl vyšla píseň již v roce 2009. Jedná se o první singl který se později objevil na Albu Under the radar Over the Top a je to první singl ve stylu Hardstyle který plynně přešel z původního Jumpstyle. Francouzský sample "J´adore Hardcore" který se v písni objevuje, byl nazpíván na toaletě ve vlaku na mobilní telefon francouzskou fanynkou Scooter "Maddy".

## Seznam skladeb
1. J’adore Hardcore (Radio edit) - (3:47)
2. J’adore Hardcore (’The Melbourne’´Club mix) - (5:51)
3. J’adore Hardcore (Extended mix) - (5:39)
4. J’adore Hardcore (Megastylez Edit) - (3:19)
5. J'adore Hardocore (Megastylez Remix) - (6:02)
6. Dushbag - (4:38)